# Тевризский район
Теври́зский райо́н — административно-территориальная единица (район) и муниципальное образование (муниципальный район) на севере Омской области России.
Административный центр — посёлок городского типа Тевриз.

## География
Площадь района — 9 800 км². Основные реки — Иртыш, Туй. Наиболее крупные озёра: Рахтово, Артево, Улугуль.
Район на востоке граничит с Тарским районом, на юго-востоке — Знаменским районом, на юге — Большеуковским районом, на западе Усть-Ишимским районом, на севере — с Тюменской областью.

## История
Район был образован Постановлением ВЦИК от 25 мая 1925 года путём преобразования Тевризской укрупнённой волости Тарского уезда Омской губернии. Район вошёл в Тарский округ Сибирского края.
На 1926 год в районе насчитывалось: 30 сельских советов, 134 населённых пункта, 4616 дворов.
В 2008 году из учётных данных исключено 2 населённых пункта (деревня Сенинск, деревня Новоникольск).

## Население
| 1926    | 1959    | 1970    | 1979    | 1989    | 2002    | 2006    | 2008    |
| ------- | ------- | ------- | ------- | ------- | ------- | ------- | ------- |
| 23 728  | ↗24 293 | ↘22 123 | ↘19 695 | ↗20 249 | ↘18 090 | ↘17 400 | ↘17 100 |
| 2009    | 2010    | 2011    | 2012    | 2013    | 2014    | 2015    | 2016    |
| ↘16 805 | ↘15 485 | ↘15 432 | ↘15 076 | ↘14 814 | ↘14 603 | ↘14 569 | ↘14 482 |
| 2017    | 2018    | 2019    | 2020    | 2021    | 2023    |         |         |
| ↘14 335 | ↘14 169 | ↘13 975 | ↘13 794 | ↘12 406 | ↘12 174 |         |         |

### Урбанизация
В городских условиях (рабочий посёлок Тевриз) проживают 54,85 % населения района.

### Национальный состав
По Всероссийской переписи населения 2010 года
| Национальность  | Численность населения, чел. | Доля от населения |
| --------------- | --------------------------- | ----------------- |
| Русские         | 11593                       | 74,87             |
| Татары          | 3319                        | 21,43             |
| Немцы           | 97                          | 0,63              |
| Украинцы        | 94                          | 0,61              |
| Казахи          | 31                          | 0,20              |
| Прочие нации    | 351                         | 2,27              |
| Итого по району | 15485                       | 100,00            |

## Муниципально-территориальное устройство
В Тевризском районе 37 населённых пунктов в составе одного городского и 13 сельских поселений:
| №  | Городское и сельские поселения     | Административный центр | Количество населённых пунктов | Население | Площадь, км2 |
| -- | ---------------------------------- | ---------------------- | ----------------------------- | --------- | ------------ |
| 1  | Тевризское городское поселение     | рабочий посёлок Тевриз | 3                             | ↗6922     | 1532,11      |
| 2  | Александровское сельское поселение | село Александровка     | 2                             | ↘76       | 188,22       |
| 3  | Бакшеевское сельское поселение     | село Бакшеево          | 3                             | ↘823      | 209,57       |
| 4  | Белоярское сельское поселение      | посёлок Белый Яр       | 2                             | ↘562      | 296,54       |
| 5  | Бородинское сельское поселение     | село Бородинка         | 1                             | ↘237      | 615,96       |
| 6  | Екатерининское сельское поселение  | село Екатериновка      | 2                             | ↘202      | 387,23       |
| 7  | Ермиловское сельское поселение     | село Ермиловка         | 1                             | ↘77       | 3561,01      |
| 8  | Журавлёвское сельское поселение    | село Журавлёвка        | 4                             | ↘177      | 225,57       |
| 9  | Иваново-Мысское сельское поселение | село Иванов Мыс        | 2                             | ↘548      | 294,68       |
| 10 | Кипское сельское поселение         | село Кип               | 5                             | ↘502      | 142,12       |
| 11 | Кузнецовское сельское поселение    | село Кузнецово         | 1                             | ↘103      | 1810,86      |
| 12 | Петелинское сельское поселение     | село Петелино          | 3                             | ↘552      | 176,17       |
| 13 | Петровское сельское поселение      | село Петрово           | 5                             | ↘759      | 136,69       |
| 14 | Утьминское сельское поселение      | село Утьма             | 3                             | ↘634      | 237,87       |

| №  | Населённый пункт | Тип             | Население | Муниципальное образование          |
| -- | ---------------- | --------------- | --------- | ---------------------------------- |
| 1  | Азы              | деревня         | 84        | Кипское сельское поселение         |
| 2  | Александровка    | село            | ↘80       | Александровское сельское поселение |
| 3  | Байбы            | деревня         | ↘465      | Петелинское сельское поселение     |
| 4  | Бакшеево         | село            | 528       | Бакшеевское сельское поселение     |
| 5  | Белый Яр         | посёлок         | ↗877      | Белоярское сельское поселение      |
| 6  | Бичили           | деревня         | ↘27       | Екатерининское сельское поселение  |
| 7  | Бородинка        | село            | ↘237      | Бородинское сельское поселение     |
| 8  | Бродниково       | деревня         | ↘7        | Кипское сельское поселение         |
| 9  | Вознесенка       | деревня         | ↘46       | Журавлёвское сельское поселение    |
| 10 | Доронино         | деревня         | ↘5        | Журавлёвское сельское поселение    |
| 11 | Екатериновка     | село            | ↘343      | Екатерининское сельское поселение  |
| 12 | Ермиловка        | село            | ↘77       | Ермиловское сельское поселение     |
| 13 | Журавлёвка       | село            | ↘332      | Журавлёвское сельское поселение    |
| 14 | Иванов Мыс       | село            | ↘380      | Иваново-Мысское сельское поселение |
| 15 | Кайгарлы         | деревня         | ↘12       | Журавлёвское сельское поселение    |
| 16 | Кип              | село            | ↘397      | Кипское сельское поселение         |
| 17 | Кипо-Кулары      | деревня         | ↘190      | Кипское сельское поселение         |
| 18 | Комаровка        | деревня         | ↘37       | Петровское сельское поселение      |
| 19 | Крутоярка        | деревня         | 1         | Петровское сельское поселение      |
| 20 | Кузнецово        | село            | ↘103      | Кузнецовское сельское поселение    |
| 21 | Кускуны          | деревня         | ↘188      | Тевризское городское поселение     |
| 22 | Малые Кулары     | деревня         | ↘111      | Петровское сельское поселение      |
| 23 | Малый Тевриз     | деревня         | ↘6        | Петелинское сельское поселение     |
| 24 | Нагорно-Аёвск    | деревня         | ↗254      | Бакшеевское сельское поселение     |
| 25 | Петелино         | село            | ↘281      | Петелинское сельское поселение     |
| 26 | Петрово          | село            | 560       | Петровское сельское поселение      |
| 27 | Поддол           | деревня         | 60        | Кипское сельское поселение         |
| 28 | Полуяновка       | деревня         | ↘41       | Тевризское городское поселение     |
| 29 | Сосновый         | посёлок         | 3         | Белоярское сельское поселение      |
| 30 | Тавинск          | деревня         | ↗355      | Утьминское сельское поселение      |
| 31 | Тайчи            | деревня         | ↘495      | Иваново-Мысское сельское поселение |
| 32 | Ташетканы        | деревня         | ↘286      | Бакшеевское сельское поселение     |
| 33 | Тевриз           | рабочий посёлок | ↘6678     | Тевризское городское поселение     |
| 34 | Ураш             | деревня         | ↘191      | Утьминское сельское поселение      |
| 35 | Утузы            | деревня         | ↘362      | Петровское сельское поселение      |
| 36 | Утьма            | село            | ↘473      | Утьминское сельское поселение      |
| 37 | Фёдоровка        | деревня         | ↘70       | Александровское сельское поселение |

### Упразднённые населённые пункты
- Сенинск — деревня (?-2008)
- Новоникольск — деревня (1900—1999)
- Новоникольск — деревня (1901—2008)
- Филатовка — деревня
- Комаринск — посёлок (1933—1950-е)[23]

## Достопримечательности
Памятники истории, архитектуры, археологии и монументального искусства района
- Курганные группы I-го тысячелетия до н. э., западный берег реки Иртыш;
- Городища I-го тысячелетия до н. э., западный берег реки Иртыш;
- 3 археологических памятника — городище, поселение, могильник; бывшая деревня Хутор Бугор
- Курганная группа «Утузы» («бугорники») X—XII века; 7 км северо-западнее реки Утузы
- Памятник воинам-землякам, погибшим в годы Великой Отечественной войны 1941—1945 годы, установлен в 1975 году, Тевриз
- Братская могила участников гражданской войны, Тевриз
- Памятник В. И. Ленину, установлен в 1964 году, Тевриз
- Церковь во имя святого Александра Невского 1905 год, село Екатериновка
- Поселение 'Бичили-III' южная окраина деревни Бичили
- 3 археологических памятника — городища, село Александровка
- Городище 'Тентис-II' 2,5 км западнее деревни Бродниково правый берег реки Тентис
- 2 археологических памятника — курганные группы, деревня Кипо-Кулары
- 2 археологических памятника — городища, село Петрово
- Место стоянки отряда Ермака, деревня Ташетканы
- Церковь XIX век, деревня Новоникольск
- Поселение 'александровка-III' 3 км юго-восточнее посёлка Белый Яр
- 3 археологических памятника — курганные группы и поселение, деревня Доронино
- Братская могила красногвардейских партизан, погибших в боях и расстрелянных белогвардейцами, деревня Вознесенка
- поселение 'Вознесенка-III' 0,1 км юго-восточнее деревни Вознесенка
- 14 археологических памятников — поселения, стоянки, Ямсыса, грунтовый могильник; село Журавлёвка
- и ряд других